# Mim (Arabische letter)

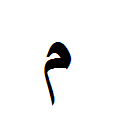
Mim in geïsoleerde vorm

Mīm, ميم, is de 24e letter van het Arabisch alfabet. Hij stamt af van de letter mem uit het Fenicisch alfabet en is daardoor verwant met de Latijnse M, de Griekse mu en de Hebreeuwse mem. Aan de mim kent men de getalswaarde 40 toe.

## Uitspraak
De mim klinkt als de Nederlandse "M" in "maand".

## Mim in Unicode
| Unicode Codepoint | U+0645             |
| Unicode-Name      | ARABIC LETTER MEEM |
| HTML              | &#1605;            |
| ISO 8859-6        | 0xe5               |

Basisalfabet: ا (alif) · 
ب (ba) · 
ت (ta) · 
ث (tha) · 
ج (jim) ·
ح (ḥa) ·
خ (kha) ·
د (dal) ·
ذ (dhal) ·
ر (ra) ·
ز (zai) ·
س (sin) ·
ش (sjin) ·
ص (ṣad) ·
ض (ḍad) ·
ط (ṭah) ·
ظ (ẓa) ·
ع (ain) ·
غ (gain) ·
ف (fa) ·
ق (qaf) ·
ك (kaf) ·
ل (lam) ·
م (mim) ·
ن (nun) ·
ه (ha) ·
و (waw) ·
ي (ya)
Aanvullende tekens: ء (hamza) ·
آ (alif madda) ·
ة (tāʾ marbūṭa) ·
ى (alif maqṣūra) ·
لا (lām-alif)
Klinkertekens: fatḥa ·
kasra ·
ḍamma ·
shadda ·
sukūn ·
waṣla